# Египатско-етиопски рат
Египатско-етиопски рат вођен је између 1874. и 1876. године између Египатског кедивата и Етиопског царства. Завршен је победом Етиопије. 

## Рат
Египатски кедив Исмаил-паша настојао је проширити границе своје државе на земље Абисиније и ток Плавог Нила. Он је постао владар Египта 1863. године. Након анексије Дарфура 1875. године, усмерио је пажњу ка Етиопији. Крајњи циљ Исмаила-паше било је образовање царства које би обухватало долину читавог Нила. Део Нила, Плави Нил, био је у саставу етиопске државе. За рат са Етиопијом, Исмаил је створио велику армију, уз помоћ америчких и европских официра. На другој страни, Јоханес IV је постао цар Етиопије 1872. године, након победе над Текле Георгисом II у бици. И он је радио на модернизацији армије. 
Египћани, под командом Аракил Беја и данских помоћних одреда напали су обалне позиције у данашњој Еритреји. Прва значајнија битка вођена је код Гундета. Египатске снаге пристигле су тамо 16. новембра 1875. године. Египћани су изненадним нападом Етиопљана доживели потпуни пораз. Вест о поразу код Гундета одјекнула је снажно у Каиру, те се чак појавила опасност од пада владе кедива Исмаила. Ипак, битка код Гундета није означила и крај рата. Египћани су наставили са инвазијом. Египатска војска бројала је око 13.000 људи. Снаге Исмаила-паше, којима је командовао Ратиб-паша, пристигле су у Масаву 14. децембра 1875. године. Марширајући, доспели су у близину поља Гура, и поставили два логора. Етиопљани су се сукобили са Египћанима на пољу Гура и нанели им потпуни пораз. Тиме је рат окончан. Египатски покушај да заузму Етиопију претрпео је катастрофални неуспех. Између две земље остали су затегнути односи. Мир у Адви закључен је тек 3. јуна 1884. године. 